# Mária Krisztina spanyol infánsnő (1833–1902)
Mária Krisztina (spanyolul: María Cristina; Madrid, Spanyolország, 1833. június 5. – Madrid, Spanyolország, 1902. január 18.), Bourbon-házból származó spanyol infánsnő, Ferenc de Paula cádizi herceg és Szicíliai Lujza Sarolta második legfiatalabb leánya, Ferenc spanyol király testvére. Rokonával, Sebestyén infánssal 1860-ban kötött házassága révén elnyerte a portugál infánsnői rangot is. Az infánsnőt korlátozott intellektusa és előnytelen fizikai megjelenése okán a La Infanta Boba (magyarul: a bolond infánsnő) gúnynévvel illették.

## Családja
Mária Krisztina 1833. június 5-én született Madridban, mint Ferenc de Paula infáns, Cádiz hercegének és Szicíliai Lujza Sarolta hercegnőnek tizedik gyermeke. Apai nagyapja IV. Károly spanyol király, míg anyai nagyapja I. Ferenc nápoly–szicíliai király volt, ám szülei nagyon közeli rokoni kapcsolatban álltak: édesapja, anyja nagybátyja volt.
Az infánsnő születésekor három testvére, az elsőszülött Ferenc de Asís (1820–1821), valamint Duarte Fülöp (1826–1830) és Mária Terézia (1828–1829) már nem éltek, kisgyermekként elhunytak. Felnőttkort megélt testvérei közül később többen is morganatikus házasságot kötöttek. Ilyen volt Izabella Ferdinanda infánsnő, aki Ignacy Gurowski lengyel gróf felesége lett, továbbá Jozefina Ferdinanda, aki a liberális spanyol politikus, José Güell y Renté hitvese lett, valamint Lujza Terézia infánsnő is, aki a királynővel való közeli baráti viszonya miatt az egyetlen volt, akinek engedélyezték Sessa hercegével való rangon aluli házasságát.
Legidősebb fivére, egyben apjuk örököse, Ferenc, Cádiz hercege első-unokatestvérük, II. Izabella spanyol királynő férje lett. Másik fivére, Henrik, Seville hercege szintén rangon alul házasodott, Elena de Castellvi y Shellyt vette feleségül. Mária Krisztinán kívül egyetlen fiatalabb testvére, Amália del Pilar infánsnő volt az egyetlen, aki a család megítélése szerint rangban megfelelően házasodott, ő Adalbert Vilmos bajor királyi herceg felesége lett.

## Házassága
Mária Krisztina infánsnő 1860. november 19-én házasodott össze rokonával, Sebestyén spanyol és portugál infánssal, aki III. Károly spanyol király apai dédunokája, és VI. János portugál király anyai unokája volt. Mivel Sebestyén közvetlen családja korábban részt vett az első karlista háborúban Károly infáns trónigényét támogattva II. Izabelláéval szemben, így 1837-ben Mária Krisztina régens királyné megfosztotta minden címétől és kizárta a spanyol trón örökösödési sorából. Rangját csak azt követően kapta vissza, hogy Mária Krisztina infánsnővel való házassága megvalósult, mivel az infánsnő a királynő unokatestvére, egyben sógornője is volt.
Az esküvőre a madridi királyi palotában került sor. A megbékélés jegyében II. Izabella királynő és férje, Ferenc király, valamint a királyi család többi tagja is részt vett a szertartáson és az azt követő ünnepségeken. Házasságukból összesen öt fiúgyermek született, akik leszármazottjai azóta is a Bourbon–Bragança-ház tagjait képzik. Annak ellenére, hogy a pár közeli viszonyt ápolt a királynővel, gyermekeik egyike sem kapta meg a spanyol infánsi címet.

### Gyermekei
|    | Gyermeke                                                                           | Született           | Elhunyt            | Megjegyzés |
| -- | ---------------------------------------------------------------------------------- | ------------------- | ------------------ | --- |
| 1. | Francisco María Isabel Gabriel Pedro Sebastián Afonso                              | 1861. augusztus 20. | 1923. november 17. | Megkapta a Marchena hercege címet. 1886-ban vette feleségül Maria del Pilar de Muguiro y Beruete, Villafranca hercegnőjét, akitől három leánya született. |
| 2. | Pedro de Alcántara María de Guadalupe Francisco de Asís Gabriel Sebastián Cristián | 1862. december 12.  | 1892. január 5.    | A Durcal hercege cím birtokosa. 1885-ben házasodott meg Maria de la Caridad de Madan i Uriondóval, akitől három gyermeke származott.                      |
| 3. | Luis de Jesús María Isabel José Francisco de Asís Sebastián                        | 1864. január 17.    | 1889. január 24.   | Ansola hercege. 1887-től felesége Maria Anna Bernaldo de Quirost, Atarfe márkinéja volt, akitől két fia született.                                        |
| 4. | Alfonso María de Borbón y Borbón                                                   | 1866. november 15.  | 1934. április 28.  | Visszautasította a neki felajánlott címet, és családjától távol élt. Felesége Julia Mendez y Morales lett.                                                |
| 5. | Gabriel de Jesús de Borbón y Borbón                                                | 1869. március 22.   | 1889. július 15.   | Fivéréhez hasonlóan nem fogadta el a neki felajánlott királyi címet. Nem házasodott meg, és születésétől fogva siket volt.                                |

## Forrás
1. ↑  Lundy, Darryl: The Peerage: Maria Cristina de Borbón, Infanta de España. (Hozzáférés: 2010. július 28.)
2. ↑  Real Academia de la Historia. Biografías: María Cristina Isabel de Borbón y Borbón[halott link]
3. ↑  Pineda y Cevallos Escalera: Casamientos régios de la Casa de Borbón; 1701-1879. Madrid Impr. de E. de la Riva, 1881 (Hozzáférés: 2019. július 30.)
4. ↑  Genealogy of the Royal Family of Spain. [2016. március 26-i dátummal az eredetiből archiválva].